# Tetica
Tetica är en bergstopp i Spanien.   Den ligger i provinsen Provincia de Almería och regionen Andalusien, i den södra delen av landet, 400 km söder om huvudstaden Madrid. Toppen på Tetica är 2 049 meter över havet, eller 272 meter över den omgivande terrängen. Bredden vid basen är 3,2 km.
Terrängen runt Tetica är varierad. Runt Tetica är det mycket glesbefolkat, med 5 invånare per kvadratkilometer. Närmaste större samhälle är La Mojonera, 5,0 km norr om Tetica. 